# Girondelle
Girondelle és un municipi francès situat al departament de les Ardenes i a la regió del Gran Est. L'any 2007 tenia 146 habitants.

## Demografia

### Població
El 2007 la població de fet de Girondelle era de 146 persones. Hi havia 60 famílies de les quals 16 eren unipersonals (8 homes vivint sols i 8 dones vivint soles), 20 parelles sense fills, 20 parelles amb fills i 4 famílies monoparentals amb fills.
La població ha evolucionat segons el següent gràfic:
Habitants censats

### Habitatges
El 2007 hi havia 77 habitatges, 61 eren l'habitatge principal de la família, 6 eren segones residències i 10 estaven desocupats. 75 eren cases i 1 era un apartament. Dels 61 habitatges principals, 54 estaven ocupats pels seus propietaris, 5 estaven llogats i ocupats pels llogaters i 2 estaven cedits a títol gratuït; 2 tenien dues cambres, 6 en tenien tres, 14 en tenien quatre i 39 en tenien cinc o més. 52 habitatges disposaven pel capbaix d'una plaça de pàrquing. A 30 habitatges hi havia un automòbil i a 27 n'hi havia dos o més.

### Piràmide de població
La piràmide de població per edats i sexe el 2009 era:
| Homes | Edats   | Dones |
| ----- | ------- | ----- |
| 0     | 95 o +  | 0     |
| 0     | 90 a 94 | 0     |
| 0     | 85 a 89 | 0     |
| 4     | 80 a 84 | 0     |
| 0     | 75 a 79 | 4     |
| 8     | 70 a 74 | 0     |
| 8     | 65 a 69 | 0     |
| 4     | 60 a 64 | 12    |
| 4     | 55 a 59 | 0     |
| 4     | 50 a 54 | 4     |
| 0     | 45 a 49 | 8     |
| 4     | 40 a 44 | 4     |
| 0     | 35 a 39 | 4     |
| 0     | 30 a 34 | 4     |
| 12    | 25 a 29 | 0     |
| 0     | 20 a 24 | 4     |
| 8     | 15 a 19 | 12    |
| 4     | 10 a 14 | 0     |
| 0     | 5 a 9   | 4     |
| 12    | 0 a 4   | 4     |

## Economia
El 2007 la població en edat de treballar era de 94 persones, 67 eren actives i 27 eren inactives. De les 67 persones actives 60 estaven ocupades (37 homes i 23 dones) i 7 estaven aturades (2 homes i 5 dones). De les 27 persones inactives 7 estaven jubilades, 10 estaven estudiant i 10 estaven classificades com a «altres inactius».

### Ingressos
El 2009 a Girondelle hi havia 64 unitats fiscals que integraven 139 persones, la mediana anual d'ingressos fiscals per persona era de 13.874 €.

### Activitats econòmiques
L'únic establiment que hi havia el 2007 era d'una empresa de construcció.
L'únic servei als particulars que hi havia el 2009 era un paleta.
L'any 2000 a Girondelle hi havia 15 explotacions agrícoles que ocupaven un total de 957 hectàrees.

## Poblacions més properes
El següent diagrama mostra les poblacions més properes.